# Joe King

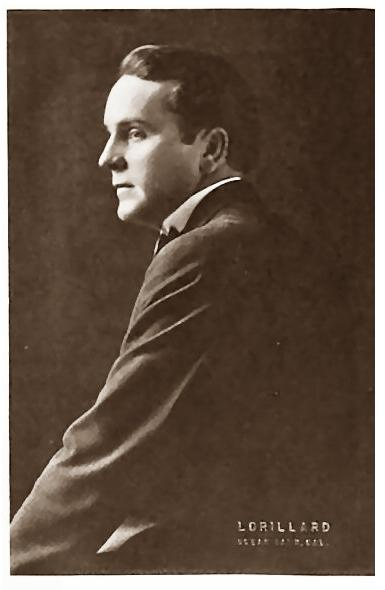
Joe King (1914)

Joseph „Joe“ Sayers King (* 9. Februar 1883 in Austin, Texas; † 11. April 1951 in Woodland Hills, Los Angeles) war ein US-amerikanischer Schauspieler.

## Leben und Karriere
Im Zeitraum zwischen 1912 und 1946 spielte Joe King in insgesamt über 200 Spielfilmen. Insbesondere während Stummfilmzeit war King ein vielbeschäftigter Filmschauspieler, der auch viele Hauptrollen spielte. 1918 war er beispielsweise der Filmpartner von Gloria Swanson in dem Film Shifting Sands. Nach dem Anbruch der Tonfilmära am Ende der 1920er-Jahre war King nur noch in Nebenrollen zu sehen, bei seinem Karriereende im Jahr 1946 fast immer ohne Nennung in den Filmcredits. Er war mit der Stummfilmschauspielerin Hazel Brukman (1888–1959) verheiratet.

## Filmografie (Auswahl)
- 1913: With Lee in Virginia
- 1913: Die Schlacht bei Gettysburg (The Battle of Gettysburg)
- 1917: Madame Du Barry
- 1918: Irish Eyes
- 1924: Unguarded Women
- 1935: Broadway Hostess
- 1935: Stranded
- 1935: Die Frau auf Seite 1 (Front Page Woman)
- 1935: Frisco Kid
- 1935: Der Jazzkadett (Shipmates Forever)
- 1936: Der wandelnde Leichnam (The Walking Dead)
- 1936: Heiliges Kanonenrohr (Sons o’ Guns)
- 1936: Wem gehört die Stadt? (Bullets or Ballots)
- 1936: Kain und Mabel (Cain and Mabel)
- 1936: The Case of the Velvet Claws
- 1937: Fluß der Wahrheit (God’s Country and the Woman)
- 1937: San Quentin (Flucht aus San Quentin)
- 1937: Slim
- 1937: Gesetz der Berge (Mountain Justice)
- 1937: Manhattan Merry-Go-Round
- 1937: Second Honeymoon
- 1938: Chicago (In Old Chicago)
- 1938: Alexander’s Ragtime Band
- 1939: Mr. Smith geht nach Washington (Mr. Smith Goes to Washington)
- 1939: Der große Bluff (Destry Rides Again)
- 1940: Schwarzer Freitag (Black Friday)
- 1940: Charlie Chan im Wachsfigurenkabinett (Charlie Chan at the Wax Museum)
- 1941: Sergeant York
- 1941: Sein letztes Kommando (They Died with Their Boots On)
- 1942: Der gläserne Schlüssel (The Glass Key)
- 1942: Der freche Kavalier (Gentleman Jim)
- 1942: Der große Gangster (The Big Shot)
- 1942: Silver Queen
- 1943: Die Stubenfee (His Butler’s Sister)
- 1943: The Amazing Mrs. Holliday
- 1946: Die wunderbare Puppe (Magnificent Doll)